# Centralne Laboratorium Kryminalistyczne Policji
Centralne Laboratorium Kryminalistyczne Policji – jednostka organizacyjna Policji działająca w obszarze kryminalistyki. Podlega Komendantowi Głównemu Policji, a do jej zadań należy nadzór nad stosowaniem technik kryminalistycznych przez tę formację oraz opracowywanie nowych technologii i procedur w tej kwestii.

## Historia[1]
Już w okresie międzywojennym w strukturach Komendy Głównej Policji Państwowej funkcjonowała komórka pn. Laboratorium (równolegle istniał także Referat Rozpoznawczy Służby Śledczej).
W 1945 r. w Komendzie Głównej MO powołano Sekcję Naukowo-Technicznej Ekspertyzy, działającą do 1949 r. Po pięcioletniej przerwie powstał Wydział Naukowo-Techniczny, a rok później – Zakład Kryminalistyki, oba w ramach Oddziału Śledczego KG MO. W 1958 r. Zakład zyskał status oddziału Komendy Głównej, a od 1985 funkcjonowała przy nim Rada Naukowa. Krótko przetrwał Instytut Kryminalistyki MSW, ustanowiony w kwietniu 1989 roku. Już w roku następnym, wraz ze zmianą Milicji w Policję, został on zastąpiony przez Biuro Techniki Kryminalistycznej KGP i CLKP. W latach 1991–1992 instytucje te działały złączone w Oddział Centralnego Laboratorium Kryminalistycznego Departamentu Policji Kryminalnej, którego nazwę w 1992 roku zmieniono na Centralne Laboratorium Kryminalistyczne Komendy Głównej Policji.
30 września 2010 Rozporządzeniem Ministra Spraw Wewnętrznych i Administracji (Dz.U. 2010 nr 181, poz. 1227) utworzono jednostkę badawczo-rozwojową Centralne Laboratorium Kryminalistyczne Policji, która z dniem 1 kwietnia 2011 roku rozpoczęła działalność jako instytut badawczy.
Na mocy ustawy z dnia 17 grudnia 2021 r., z dniem 1 kwietnia 2022 r. CLKP zostało przekształcone w jednostkę organizacyjną Policji

## Struktura
Nadzór nad Centralnym Laboratorium Kryminalistycznym Policji sprawuje Komendant Główny Policji.

### Dyrektor CLKP
- Główny Księgowy
  - Zespół Finansowo-Księgowy
- Wydział Rozwoju Naukowego
- Zespół ds. Jakości na czele z Pełnomocnikiem Dyrektora ds. Jakości
- Jednoosobowe stanowisko ds. Bezpieczeństwa i Higieny Pracy

Zastępca Dyrektora CLKP
- Wydział Organizacji
- Zespół ds. Zamówień Publicznych

Zastępca Dyrektora CLKP
- Zakład Badań Dokumentów i Technik Audiowizualnych
- Zakład Broni i Mechanoskopii
- Zakład Daktyloskopii
- Zakład Chemii
- Zakład Biologii
- Pełnomocnik Dyrektora ds. Techników Kryminalistyki